# 21-я сессия Комитета всемирного наследия ЮНЕСКО

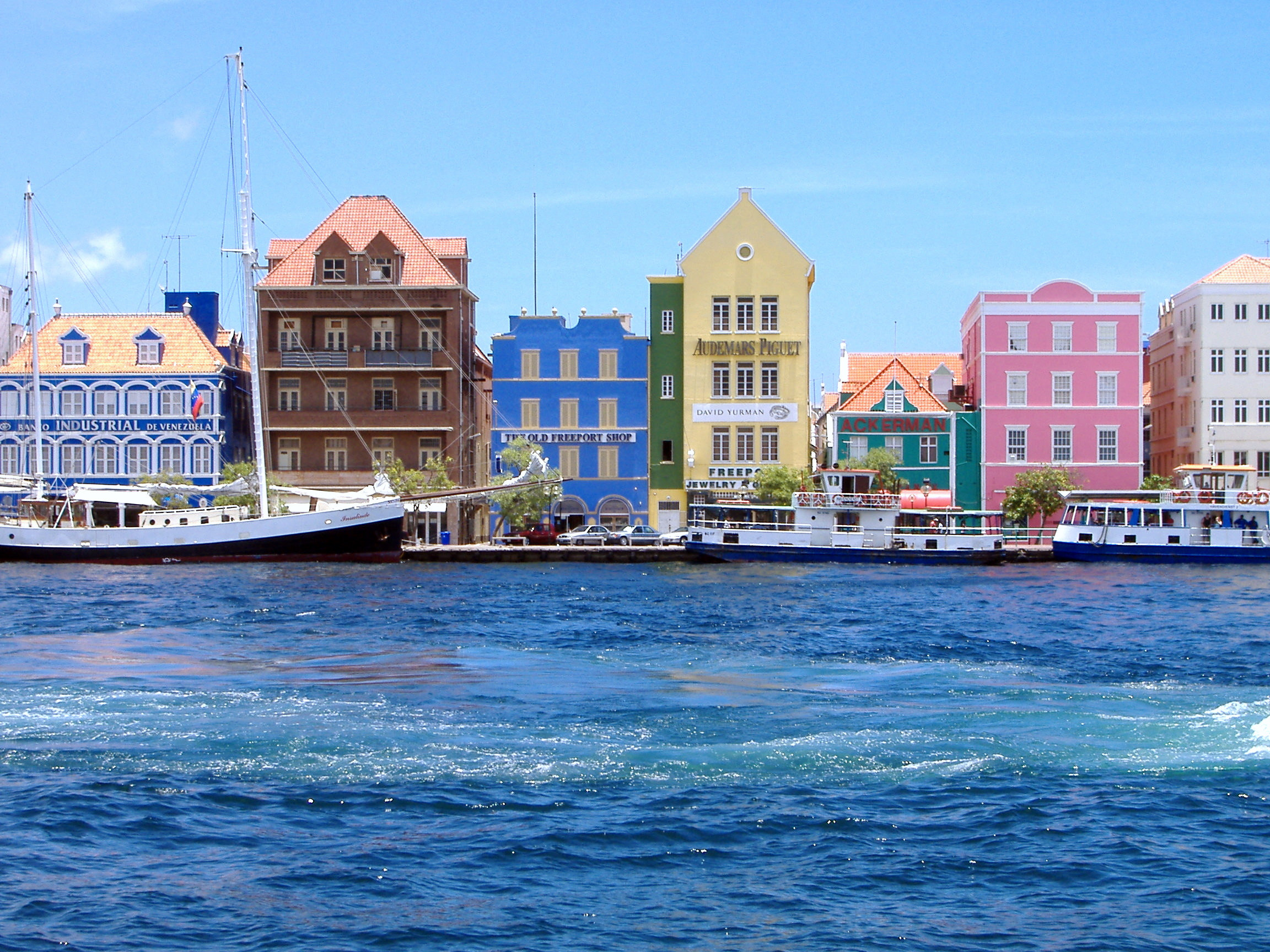
Внутренний город и гавань Виллемстад (Кюрасао, Нидерландские Антильские острова)

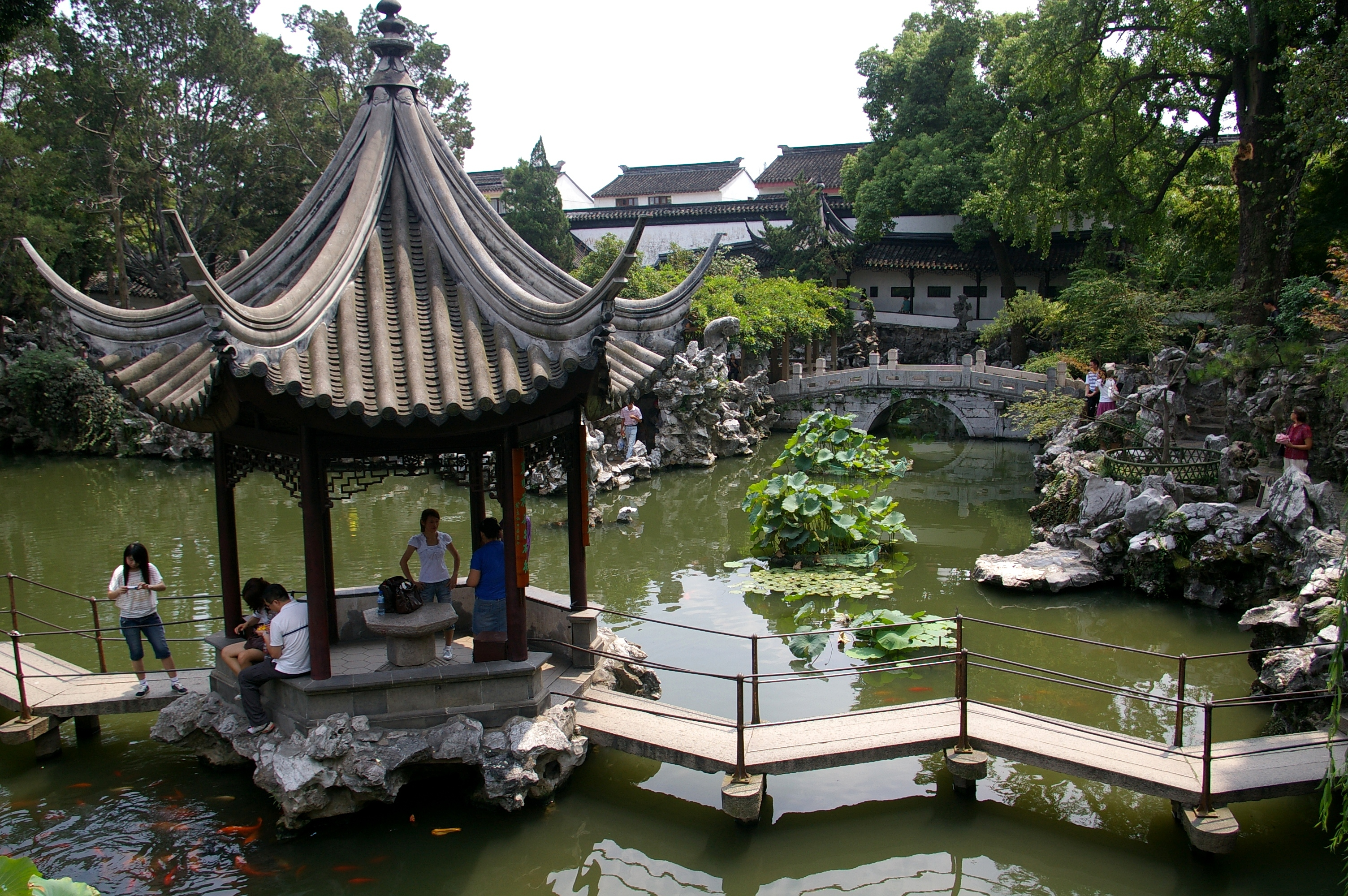
Классические сады в городе Сучжоу (Цзянсу)

21-я сессия Комитета всемирного наследия ЮНЕСКО проходила с 1 по 6 декабря 1997 года, в Неаполь, Италия. Было подано 46 объектов в список всемирного наследия ЮНЕСКО. 38 объекта культурного наследия 1 смешанного и 7 природного наследия. Таким образом, общее число регистраций достигло 552 (417 культурного наследия, 20 смешанных и 15 природных описания наследия).

## Объекты, внесённые в список всемирного наследия

### Культурное наследие
Бразилия: Исторический центр города Сан-Луис
Китай: Старый город Лицзян
Китай: Исторический город Пинъяо
Китай: Классические сады в городе Сучжоу
Куба: Крепость Сан-Педро-де-ла-Рока в городе Сантьяго-де-Куба
Эстония: Исторический центр города Таллин
Франция: Исторический укреплённый город Каркасон
Италия: Королевский дворец в Казерте с парком XVIII в., акведук построенный Луиджи Ванвителли и фабричный посёлок Сан Леучо
Италия: Резиденции королевской Савойской династии (Турин и окрестности)
Италия: Ботанический сад Падуи (Орто Ботанико) в городе Падуя
Италия: Город Портовенере, культурный ландшафт Чинкве-Терре, острова Пальмария, Тино и Тинетто
Италия: Кафедральный собор, башня Торре Кивика и Пиазза Гранде, Модена
Италия: Археологические зоны - Помпеи, Геркуланум, Торре-Аннунциата
Италия: Костьера-Амальфиана - Амальфийское побережье
Италия: Археологические памятники в городе Агридженто
Италия: Древнеримская вилла Вилла Дель-Казале (остров Сицилия)
Италия: «Су-Нуракси» - древние укрепления в Барумини (остров Сардиния)
Хорватия: Комплекс базилики епископа Ефразия в историческом центре города Пореч
Хорватия: Исторический город Трогир
Латвия: Исторический центр Риги
Марокко: Археологические памятники Волюбилиса
Марокко: Медина (старая часть) города Тетуан
Мексика: Госпиталь Кабаньяс в городе Гвадалахара
Голландия: Ветряные мельницы в районе Киндердейк-Элсхаут
Голландия: Внутренний город и гавань Виллемстад (Кюрасао, Нидерландские Антильские острова)
Непал: Лумбини, место рождения Будда Шакьямуни
Австрия: Культурный ландшафт Гальштат-Дахштайн, район Зальцкаммергут
Пакистан: Форт Рохтас
Панама: Археологические памятники Панама-Вьехо (Старой Панамы) и историческая часть города Панама (расширенная в 2003 году)
Польша: Средневековая часть города Торунь
Польша: Замок Тевтонского Ордена в городе Мальборк
Испания: Район древней золотодобычи Лас-Медулас
Испания: Дворец каталонской музыки и Больница Сан-По в Барселоне
Испания: Монастыри Сан-Миллан Йюзо и Юсо в Сузо
Тунис: Древний город Дугга (Тугга)
Великобритания: "Морской Гринвич"
Южная Корея: Дворцовый комплекс Чхандоккун
Южная Корея: Крепость Хвасон (город Сувон)

### Смешанное наследие
Франция / Испания: Монте-Пердидо (расширена в 1999 году)

### Расширены
Ни один не был добавлен.

### Природное наследие
Австралия: Остров Херд и Острова Макдоналд
Австралия: Остров Маккуори
Бангладеш: Мангровые заросли Сундарбан
Доминика: Национальный парк Морн-Труа-Питон
Коста Рика: Национальный парк Остров Кокос (расширена в 2002 году)
Кения: Национальный парк и лесной резерват на горе Кения
Кения: Национальные парки на озере Туркана

### Убраны из Красного списка
Национальный парк Плитвицкие озёра в Хорватии

### Добавлены в Красный список
Древний город Бутринти в Албании
Национальный парк Маново-Гоунда-Сен-Флорис в Центрально-Африканской Республики
Национальный парк Кахузи-Биега в Демократической республике Конго
Заповедник Окапи в Демократической республике Конго